# بولدشت-سکئه
شهر بولدشت-سکئه (به رومانیایی: Boldeşti-Scăeni) در شهرستان پرهوا در کشور رومانی واقع شده‌است. جمعیت این شهر ۱۱٬۵۰۵ نفر  است.